# SHOUTcast
SHOUTcast是由Nullsoft研發、支援多個作業系統、免費的聲音串流科技，用於網路廣播。
SHOUTcast使用MP3或是AAC將聲音編碼，由HTTP作為傳送協定。
SHOUTcast的使用者可建立自己的網路廣播電台，許多軟體都可以收聽該廣播輸出的格式，包括Nullsoft Winamp、XMMS，以及蘋果電腦的iTunes。目前可作的用途包含了聽音樂、看影片以及收聽現場直播。

## 用途
最常見的用途就是以SHOUTcast製作網路廣播。比起傳統的AM調幅或FM調頻廣播，SHOUTcast不僅便宜，技術門檻也較低，更不受到政府管理頻譜的影響。同時，傳統的廣播電台也利用SHOUTcast將版圖延伸到網路上，讓聽眾在收不到電波的地方（例如地下室）、地下電台蓋台嚴重，或是該廣播電台的訊號涵蓋範圍以外的地區及國外仍可利用網路來收聽。

## 批評
VLC media player的開發團隊指出SHOUTcast的合約禁止將SHOUTcast使用在任何開放原始碼或自由軟體中，同時必須夾帶SHOUTcast Radio Toolbar（該團隊認為此程式屬於廣告和間諜軟體），因此在VLC Player 1.1.0版後移除了SHOUTcast的支援。

## 註解
1. ↑  .   [2010-06-22]. （原始内容存档于2010-06-25）.